# Бабурин, Николай Иванович
Николай Иванович Бабурин (20 мая 1930 года — 15 мая 2021 года) — советский и российский художник, мастер лаковой миниатюры (Холуйская школа), народный художник Российской Федерации (1997).

## Биография
Родился 20 мая 1930 года в семье рабочего, бывшего иконописца.
В 1947 году — с отличием окончил Холуйскую художественную профтехшколу, где учился у С. А. Мокина, К. В. Костерина, после чего начал работать миниатюристом Холуйской артели.
В конце 1980-х годов вместе с другими холуйскими мастерами, создавал монументально-декоративные панно, предназначенные для оформления интерьеров в общественных помещениях.
Николай Иванович Бабурин умер 15 мая 2021 года.

## Творческая деятельность
Автор большого количество миниатюр, написанных на литературные, песенные, сказочно-фольклорные, былинные темы.
Его перу принадлежат произведения, посвященные труду и быту людей колхозной деревни: «Сенокос», «На колхозном огороде»; тема гражданской войны отражена в работе «Тачанка»; пейзажные миниатюры «В лесу», «Пейзаж с рыболовом»; миниатюры последних лет: «Снегурочка», «Сказка о царе Берендее», «Осада города печенегами», «Проводы Соловья Будимировича», а также миниатюры «Бахчисарайский фонтан», «Сказка о царе Салтане», «Руслан в замке Черномора», «Сказ о Даниле — мастере», «Садко», «Три поездки Ильи Муромца».

## Награды
- Орден «Знак Почёта» (1966)[1]
- Государственная премия РСФСР имени И. Е. Репина (1970) — за создание высокохудожественных произведений лаковой миниатюры
- Народный художник Российской Федерации (1997)
- Заслуженный художник РСФСР (1978)